# Trochosa praetecta
Trochosa praetecta är en spindelart som beskrevs av Ludwig Carl Christian Koch 1875. Trochosa praetecta ingår i släktet Trochosa och familjen vargspindlar.
Artens utbredningsområde är Etiopien. Inga underarter finns listade i Catalogue of Life.